# II. Baszileiosz bizánci császár
II. Baszileiosz (görögül: Βασίλειος Β΄ Βουλγαροκτόνος, kb. 957/958 – 1025. december 15., császár: 976–1025) bizánci császár. A Bizánci Birodalom egyik legnagyobb uralkodója és hadvezére.

## Út az egyeduralomig
Baszileiosz még csak  ötéves  volt, amikor apja, II. Rómanosz meghalt. Mivel fiatal volt a kormányzáshoz, először anyja, Theophanó új férje, Niképhorosz, majd egy másik tábornok, I. Ióannész vette át a hatalmat. II. Baszileiosz – bár atyja halála után társcsászára volt az uralkodóknak – csak eztán nyerte el a birodalmat, amely számára új virágkort hozott, mely tehetségtelen és gyenge utódai alatt hamarosan semmivé lett.

## A trón megszilárdítása
Bár elődei kiváló stratégák és hadvezérek voltak, az adminisztrációhoz nem igazán értettek, így Baszileiosz súlyos problémával kellett, hogy szembenézzen: Kis-Ázsia nagybirtokosai, akik az újoncok és az adók jelentős hányadát biztosították Bizáncnak, nyíltan fellázadtak. Baszileosz a tettek mezejére lépett, és az őt később fémjelző kegyetlenséggel vetett véget a forrongásnak. Hogy erre képes legyen, kénytelen volt I. (Nagy) Vlagyimir kijevi fejedelemmel szövetkezni (988). A barbárnak tartott kijevi uralkodó a császár húgát, Annát kívánta feleségül venni 6000[forrás?] katonájáért cserébe. Baszileiosz először hezitált, de a házasság végül létrejött (989), a hatezer normann-szláv pedig jelentős szerepet játszott a lázongás elfojtásában. Később belőlük szervezték meg a bizánci császár varég testőrgárdáját.
Folyamatos háborúskodásai mellett kiváló adminisztrátornak is bizonyult. Azon túl, hogy katonáival megosztotta nehéz életüket, még elhunyt tisztjeinek gyermekeit is támogatta. Természetes hát, hogy katonái rajongtak érte, és a Hadsereg Atyjának nevezték. Emellett a parasztság is kedvelte, mivel a császár védte a kisbirtokosokat, leszállította adóikat, hogy biztosítsa a hadsereg ellátását. A folyamatos háborúskodás ellenére így ennek a rétegnek ez egy gazdag időszaka volt, míg a többet adózó nemesség és egyháziak helyzete némiképp romlani látszott. Így hát nyilvánvalóan nem támogatták a kiváltságosok, de a kezdeti ellenállás után már nem szállhattak szembe a hadseregre támaszkodó császárral.

## Hadügyek

### Szíria megszerzése
A belső vész elfojtása után a külső ellenségekkel is le lehetett számolni: a 990-es években Szíria nagy részét sikerült meghódítani. Bár a Szentföldet már nem volt elég erős felszabadítani, Baszileiosz olyasmit ért el, amit Hérakleiosz óta egy elődje sem. A területek 75 évig maradtak bizánci fennhatóság alatt.

### A bolgárok szétzúzása
Sámuel bolgár cár 976 óta terjeszkedett a Balkánon: uralma a Dunától délre egészen Athénig elért, birodalma a Fekete- és az Adriai-tenger között húzódott olyan területeken, amiket a bizánciak az elmúlt háromszáz évben szereztek vissza vérrel-verejtékkel. Baszileiosz bosszút esküdött, és háborút indított, mely a következő években letarolta a Balkánt. Mindkét fél nagy győzelmeket aratott, de Sámuel sokáig húzta a döntő összecsapást, remélve, hogy a túlerőben lévő görögök kimerülnek, seregük pedig szétmorzsolódik. Végül a császár sarokba szorította bolgár ellenfeleit, és a kleidioni csatában (1014) döntő győzelmet aratott. 14000 foglyot ejtett, akiket megvakítva küldött haza. A hagyomány szerint minden századik bolgárnak egy szemét meghagyták, hogy a többit hazavezethessék. Sámuel cár állítólag belehalt a fájdalomba, amikor meglátta hazatérő seregét. A kleidioni csata jelentősége, a résztvevők száma, a megtorlás módja és mértéke történészek által vitatott. A háború – amelyhez I. István magyar király is katonai segítséget nyújtott – még négy évig folytatódott, de végül sikerült leigázni a bolgárokat és a szerbeket. A birodalom határa 400 év óta először ismét a Duna mentén húzódott. A nem igazolt hagyomány szerint, győzelme után nyerte el Baszileiosz a Bulgaroktonosz (bolgárölő) melléknevet, bár egykorú iratokban ez a megnevezés nem található meg.

### Armeniai és itáliai győzelmek
Baszileosz diadalmasan tért vissza Konstantinápolyba, majd rövidesen keletre vonult, hogy az 1000 óta bizánci függésben lévő Örményországot megszerezze Perzsiától. Ismét sikeresnek bizonyult, Örményország pedig kétszáz év óta először ismét görög kézbe került. A császár csapatai közben jelentős területeket hódítottak vissza a normannoktól Itáliában. Amikor 1025-ben meghalt, Szicília megszállását tervezgette. Kérésére nem családtagjaival egy helyen temették el, hanem a lovasság gyakorlóterén.

## Utódlás
Baszileosz ifjúkorában szoknyavadász hírében állt, de trónra lépése után már nem voltak nőügyei: meg sem házasodott, tehát gyermeke sem született. Kevéssé tehetséges bátyja és annak hasonló képességű utódai követték a trónon, akik az új nagyhatalmi státuszból ötven év alatt gyenge országgá senyvesztették a Bizánci Birodalmat.